# Академический переулок (Санкт-Петербург)
Академи́ческий переулок — переулок в Василеостровском районе Санкт-Петербурга между 5-й и 8-й линиями Васильевского острова.

## История

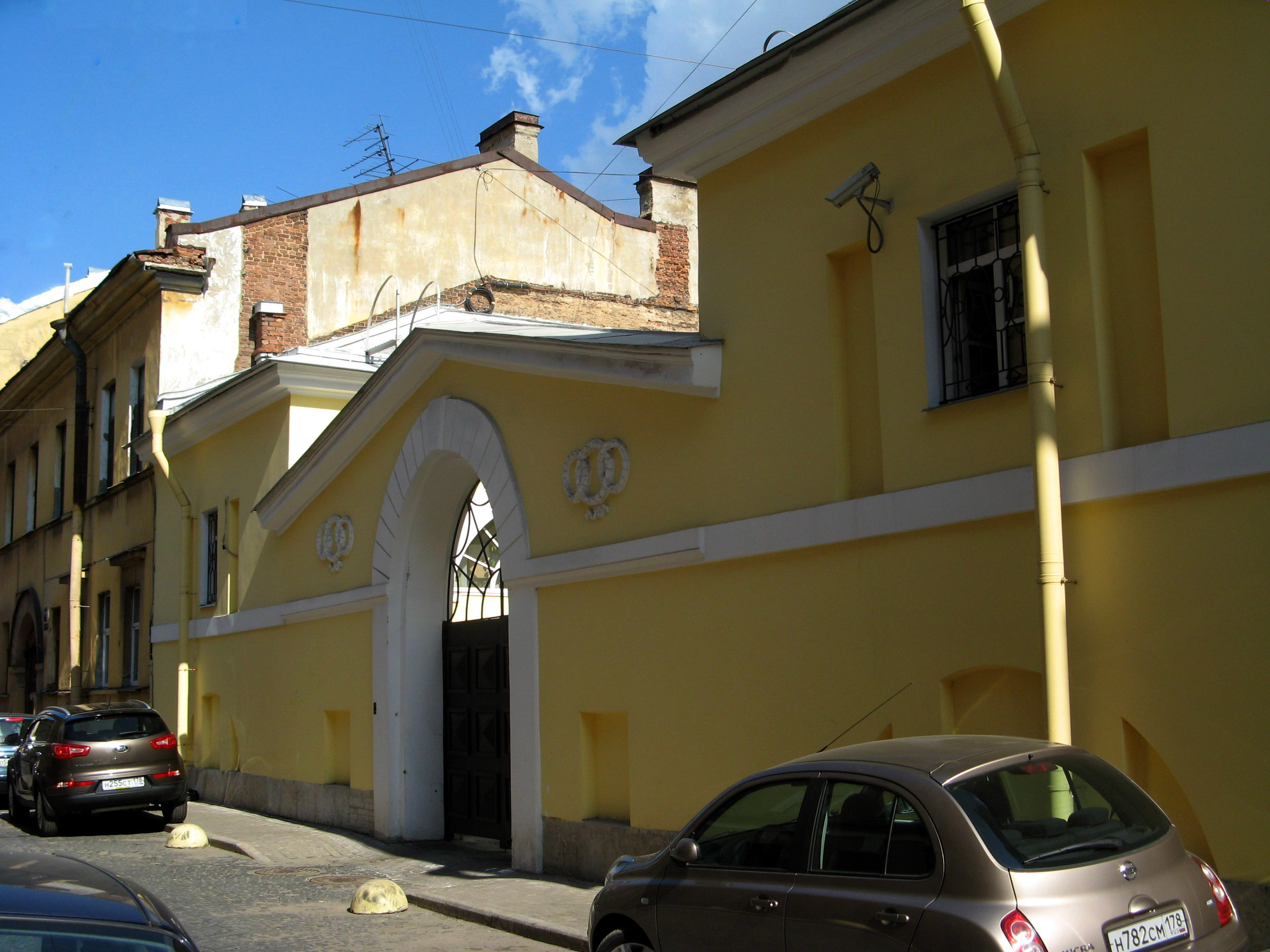
Дом Умновой со стороны Академического переулка

Возможно, появился ещё в 1717 году при прокладывании линий Васильевского острова.
Названию своему обязан Академии художеств, от здания которой он и начинается.

## Пересечения
- 5-я линия
- 6-я линия
- 7-я линия
- Днепровский переулок
- 8-я линия